# Washburn University
Washburn University är ett universitet i Topeka i Kansas. Universitetet grundades den 6 februari 1965, då som Lincoln College.
Bland lärosätets alumner kan nämnas Earl W. Sutherland, som vann Nobelpriset i fysiologi eller medicin 1971. Kända politiker från lärosätet är bland andra Bob Dole, Joan Finney och Dennis Moore.